# Fatehgarh Churian
Fatehgarh Churian (o Chaurian Fatehgarh) è una città dell'India di 15.879 abitanti, situata nel distretto di Gurdaspur, nello stato federato del Punjab. In base al numero di abitanti la città rientra nella classe IV (da 10.000 a 19.999 persone).

## Geografia fisica
La città è situata a 31° 51' 52 N e 74° 57' 4 E e ha un'altitudine di 228 m s.l.m..

## Società

### Evoluzione demografica
Al censimento del 2001 la popolazione di Fatehgarh Churian assommava a 15.879 persone, delle quali 8.380 maschi e 7.499 femmine. I bambini di età inferiore o uguale ai sei anni assommavano a 1.925, dei quali 1.138 maschi e 787 femmine. Infine, coloro che erano in grado di saper almeno leggere e scrivere erano 11.367, dei quali 6.252 maschi e 5.115 femmine.